# Роговское сельское поселение (Брянская область)
Ро́говское сельское поселение — муниципальное образование в восточной части Злынковского района Брянской области. Административный центр — село Рогов.

## История
Образовано в результате проведения муниципальной реформы в 2005 году, путём преобразования дореформенного Роговского сельсовета.

## Население
| 2010 | 2011 | 2012 | 2013 | 2014 | 2015 | 2016 | 2017 | 2018 |
| ---- | ---- | ---- | ---- | ---- | ---- | ---- | ---- | ---- |
| 923  | ↘915 | ↘835 | ↗839 | ↗851 | ↘825 | ↗854 | ↘830 | ↘815 |
| 2019 | 2020 | 2021 |      |      |      |      |      |      |
| ↗823 | ↘801 | ↗815 |      |      |      |      |      |      |

## Населённые пункты
| № | Населённый пункт | Тип     | Население |
| - | ---------------- | ------- | --------- |
| 1 | Вербовка         | посёлок | →0        |
| 2 | Добрынька        | посёлок | ↘20       |
| 3 | Новобежков       | посёлок | ↘31       |
| 4 | Рогов            | село    | ↘484      |
| 5 | Софиевка         | посёлок | ↘304      |